# 住吉 (池田市)
住吉（すみよし）は、大阪府池田市にある地名である。一丁目から二丁目まである。郵便番号は563-0033。当地域の人口は、2017年12月末時点で 3,840 人である（池田市市民生活部総合窓口課の資料による）。

## 地理
池田市の南部に位置する。北部に一丁目があり、南部に二丁目がある。北は豊島北二丁目、天神二丁目と、東は石橋一丁目、四丁目および豊中市と、南は空港一丁目、二丁目と、西は豊島南一丁目、二丁目とそれぞれ隣接している。
当地域の北端を、箕面川が南西流している。一丁目の北部を、国道171号が通っている。一丁目の中央やや東寄りを、市道宮之前東畑線（東畑住吉線）が縦断している。二丁目のほぼ中央を中国自動車道および大阪府道2号大阪中央環状線が横断しており、宮ノ前池および池田インターチェンジがある。一丁目と二丁目の境を、西国街道が横断している。当地域は、池田市立北豊島小学校または池田市立石橋南小学校、および池田市立北豊島中学校または池田市立石橋中学校の校区に含まれる。

### 地価
西国街道沿いの歴史ある街並みと、インターチェンジなどの交通が充実する地区である。住吉の地価は2023年（令和5年）1月1日の公示地価によれば住吉1丁目17-36の地点で16万8000円/m2となっている。

## 歴史
旧石器時代から中世にかけての宮の前遺跡からは、ナイフ形石器や方形周溝墓などが出土・発掘されている
。住吉の地名の由来は、770年（宝亀元年）に創建されたと伝わる亀之森住吉神社によるとされている。1965年（昭和40年）7月15日、中之島町、宮之前町、北今在家町、北轟木町、石橋町の各一部が、住吉一丁目から二丁目に変更される。1968年（昭和43年）4月、池田市立住吉保育所が一丁目に開設される。
1970年（昭和45年）に日本万国博覧会が開催されるに際して、池田インターチェンジを建造するために、宮ノ前池の一部が埋め立てられた。1971年（昭和46年）4月、住吉会館が二丁目に開館される。1990年（平成2年）3月26日、住吉神社の算額が市の指定文化財（歴史資料）に指定されている。2005年（平成17年）4月、住吉保育所が民営化され、学校法人亀之森住吉学園 住吉保育園に改称される。

## 施設
- 亀之森住吉神社
- 住吉会館[2]
- 亀之森幼稚園・かめのもり乳児園[2]
- 住吉保育園[2]
- ファミリーマート 池田住吉一丁目店[19]
- 住吉1丁目公園[20]
- 住吉1丁目第2公園[20]
- 北轟木公園[20]
- 宮之前公園[20]
- 住吉公園[20]
- 住吉2丁目新池公園[20]

## 交通

### 道路
- 池田インターチェンジ
- 中国自動車道
- 国道171号
- 国道176号
- 大阪府道2号大阪中央環状線
- 大阪府道10号
- 西国街道